# 天主教阿利費-卡亞佐教區
天主教阿利費-卡亞佐教區（拉丁語：Dioecesis Aliphana-Caiacensis o Caiatina）是天主教會在義大利的一個教區，屬那不勒斯總教區。

## 歷史

### 阿利費教區
阿利費教區傳統上被認為是由聖伯多祿開教，但第一位有文獻記載的主教出現於499-501年在羅馬一次宗教會議上。876年，城市為阿拉伯人所毀，教座亦隨之懸空，至969年5月26日，教宗賦予本內文托總主教選舉阿利費主教的權利，而恢復後第一位當選的主教名為保祿。
1651年6月10日教區大修院成立。
1818年6月27日教區被撤銷，但在1820年12月14日恢復，至1852年7月6日更與泰萊塞教區聯合。

### 卡亞佐教區
教區傳統上被認為是由聖伯多祿或七門徒之一的聖普里斯科開教，而第一位有文獻記載的主教是966年，名為奧索。1818年6月27日教區被併入卡塞塔教區。1850年1月16日恢復，歸於卡普阿總教區。

### 教區合併
1978年4月30日起兩教區由同一主教牧養。1979年4月30日兩教區轉歸那不勒斯管轄。1986年9月30日兩個教區合併，成立新的教區並易名至今。

## 現況
教區包括卡塞塔省東北部共廿四市，教座位於阿利費。2012年有教友69,572人，佔轄區總人口99.4%。教區下轄四十四個堂區，有五十六名司鐸。
教區主教現時出缺，宗座署理為奧拉齊奧·方濟各·皮亞扎，榮休主教為華倫泰·迪塞波。